# August Wilhelm von Bismarck
August Wilhelm von Bismarck (7. července 1750 v Berlíně – 3. února 1783) byl pruský ministr financí.
August Wilhelm byl synem pruského ministra soudnictví Levina Friedricha von Bismarck a jeho ženy Sophie Amalie von der Schulenburg. V roce 1772 se stal referendářem Nejvyššího soudu a v roce 1775 členem diplomatického sboru pruského ministerstva zahraničí. V roce 1775 byl jmenován komořím a poslán jako mimořádný vyslanec na dvůr krále Kristiána VII. Dánského do Kodaně, kde pro krále vedl obchody Ove Høegh-Guldberg. Po svém návratu do Berlína v roce 1782 se stal tajným radou na Generálním direktoriu pruského ministerstva financí. Byl pohřben na hřbitově kostela rytířského statku, který zdědil.